# The Fast and the Furious: Drift
The Fast and the Furious: Drift (estilizado como DRIFT) es un videojuego de carreras desarrollado y publicado por Raw Thrills para Arcade. Es el quinto juego basado en la franquicia The Fast and the Furious.

## Jugabilidad
Drift es muy parecido a su predecesor. Pero también tiene siete nuevas pistas y coches, así como una nueva banda sonora. Al igual que su predecesor, que características personalizables complementos a su coche como N2O (óxido nitroso), spoilers (para la velocidad), calcomanías, neumáticos (por tracción), y los motores (para la aceleración), y los jugadores utilizan el dinero que han ganado de las carreras. A diferencia del primer juego y su spin-off, que cuenta con un nuevo sistema de estatus; los jugadores pueden ver su coche y actualizaciones. Los coches nuevos son el Ford GT, Ford Mustang, Dodge Viper, Dodge Challenger, Saleen S7, Mazda RX-8,  Mazda RX-7, Pontiac Solstice y Chevrolet Camaro. Coches que se tomaron a cabo son el Toyota Supra, Toyota MR2, el Mitsubishi Eclipse, Mitsubishi Lancer Evolution, Nissan 240SX, Toyota Celica, Dodge Charger, el Chevrolet Corvette, el Pontiac Firebird y la Pontiac GTO. Al igual que su predecesor, que cuenta con el PIN que puede salvar su progreso que se ha realizado a través del juego tecleando un código.
El ex legendario diseñador de sonido de Midway, Jon Hey, siguió su creación del paquete de sonido The Fast and the Furious: Super Bikes con el desarrollo de audio de este juego.

## Pistas
1. Autopista de Shibuya: carretera hacia el aeropuerto en Shibuya, Tokio
2. Sado Industrial: pista en los puertos industriales de Sado, Niigata
3. Shinjuku City: pista a través de las calles de Shinjuku, Tokio
4. Takayama Countryside: carretera a un volcán en Takayama, Nagano
5. Kyoto Mountains: carretera en Kyoto, Japón
6. Nagano: una de las carreteras más difíciles en Nagano, Japón
7. Drift Información: Drift Tour desde Shibuya, Tokio a Nagano, Japón